# The Phantom Violin
The Phantom Violin est un film muet américain réalisé par Francis Ford et sorti en 1914.

## Fiche technique
- Réalisation : Francis Ford
- Scénario : Grace Cunard
- Durée : 40 minutes
- Date de sortie :  États-Unis : octobre 1914

## Distribution
- Francis Ford : Ellis Zahring
- Grace Cunard : Rosa Retsina, sa femme
- Harry Schumm : l'ami perfide
- Duke Worne